# Jordi Miquel d'Eimeric i Saplana
Jordi Miquel d'Eimeric i Saplana (Catalunya, s. XV-XVI), noble català, nascut probablement a Cervera. Fou senyor de Montlleó, de Briançó, i de Pomar. Fet cavaller de l'Esperó d'Or pel rei Joan II d'Aragó. Veguer de Manresa (1476). Entre el 1479 i el 1481 fou veguer de Barcelona. Va ser lloctinent general en funcions del regne de Mallorca (1502-1505), en absència del seu germà Joan d'Eimeric i Saplana. El 1503 intentà fer front a la manca de cereals. A la vila de Muro (Pla de Mallorca) medià en una disputa que enfrontava Pere Ramon de Santmartí, Joan de Santjoan i Miquel Puigdorfila amb Ramon Puigdorfila i Lluís Soldevila. Procurador reial de Mallorca (1505-1506).
Era fill de Joan Berenguer d'Eimeric i de Talamanca, baró de Rubinat, i de la seva esposa Sal·lida Saplana i de Peguera. Casà en primeres noces amb Isabel de Bobadilla, i en segones noces amb Violant de Barberà i de Ripoll, filla de Bernat de Barberà i Joana de Ripoll. D'aquest segon matrimoni nasqué, entre d'altres, Jordi Joan d'Eimeric i de Barberà, baró de Rubinat.